# Maximiliano Federico von Königsegg-Rothenfels
Maximiliano Federico von Königsegg-Rothenfels (Colonia, 13 de mayo de 1708-15 de abril de 1784) fue el arzobispo elector de Colonia y obispo de Münster desde 1761 hasta 1784. Nacido en Colonia, fue el primer elector de Colonia que no procedía de la dinastía bávara Wittelsbach desde 1583. Fue el primer patrón del músico Ludwig van Beethoven.
Maximilian Friedrich proviene de la antigua familia noble de Suabia von Königsegg . Sus padres fueron el Conde Albert Eusebius Franz von Königsegg-Rothenfels y Maria Clara Felicitas, de soltera Condesa von Manderscheid-Blankenheim . El padre ingresó originalmente al clero y fue dueño de varios prebendas hasta que los abandonó para poder casarse.
Uno de los hermanos de Maximilian Friedrich fue Joseph Maria Sigismund, más tarde decano de la catedral de Colonia. Su hermano Christian era el mariscal de campo imperial y comandante de la tierra de la orden alemana en Alsacia-Lorena. Hugo Franz Sigismund era el heredero del condado. Albert Eusebius Franz fue canónigo en Estrasburgo hasta que se casó. Después de eso, fue, entre otras cosas, presidente de la cámara de la corte imperial y ministro de estado holandés. Una hermana era canóniga en el Monasterio Imperial de Thorn . Otra, llamada Anna Wilhelmina Maria, fue la abadesa de Santa Úrsula en Colonia.

## Construcción

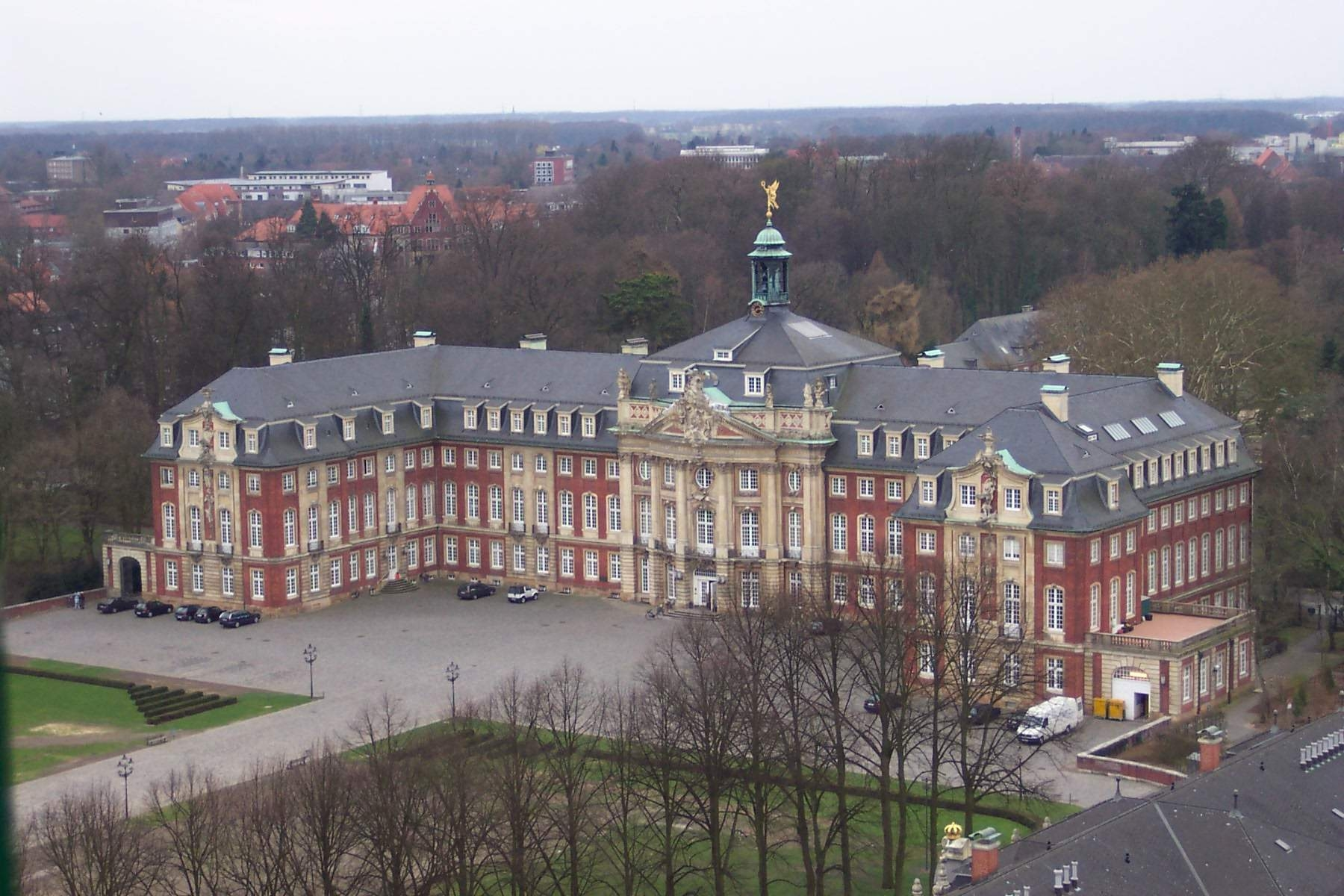
Palacio del príncipe-obispo de Münster, obra de Johann Conrad Schlaun (1767-1787) promovida por Maximiliano Federico

Además del trabajo adicional en el interior del palacio Brühl, Maximiliano Federico puede ser considerado el albacea del palacio Electoral de Bonn.
Bajo su mandato como príncipe-obispo de Münster, continuó la construcción del canal de Münster, iniciado por su predecesor Clemente Augusto de Baviera, el tramo desde Clemenshafen (Neuenkirchen) hasta Maxhafen (Wettringen).
Como había anunciado durante la capitulación electoral, se derribaron las fortificaciones de las ciudades de Münster, Warendorf, Meppen y Vechta. En Münster, en el lugar que ocupaban las murallas se realizó un paseo, aún existente. En Münster también hizo construir una nueva residencia oficial como sede del principado episcopal, el castillo de Münster. Fue proyectado y construido por  Johann Conrad Schlaun (1767-1787). Maximiliano fallecerá tres años antes de verlo concluido.
En el Ducado de Westfalia, también construyó una penitenciaría y el Maximilianbrunnen a partir de las piedras de los edificios destruidos del palacio electoral durante la guerra de los siete años.

## Títulos y tratamientos
| ● 1761-1784: | Su alteza electoral el Príncipe Elector de Colonia Maximiliano Federico de Königsegg-Rothenfels |
| ● 1762-1784: | Su alteza serenísima el Príncipe-obispo de Münster Maximiliano Federico de Königsegg-Rothenfels |